# Zgornja Selnica
Zgornja Selnica je naselje v Občini Selnica ob Dravi.